# Elecciones a la Asamblea Constituyente de Ecuador de 1896
Las elecciones para diputados constituyentes de 1896 determinaron quienes conformarían la Asamblea Constituyente de Ecuador de 1896, la cual tenía como objetivo la redacción de un nuevo texto constitucional para el país en reemplazo de la Constitución de Ecuador de 1883.
La conformación de una asamblea constituyente fue convocada por el presidente Eloy Alfaro para retornar al orden constitucional bajo la normativa de la revolución liberal.
El sistema electoral de la época consistía en que los electores escribieran sus candidatos libremente sin patrocinio de un partido, motivo por el cual una persona pudiera resultar electa en varias provincias de forma simultánea.

## Nómina de Representantes Provinciales
64 diputados provinciales
| Provincia  | Diputados                           | Diputados                       |
| ---------- | ----------------------------------- | ------------------------------- |
| Azuay      | Gabriel Arsenio Ullauri             | Gabriel Arsenio Ullauri         |
| Azuay      | José Peralta Serrano                |                                 |
| Azuay      | Carlos Concha Torres                |                                 |
| Azuay      | Federico Malo Andrade               |                                 |
| Azuay      | Lizardo García Sorroza              |                                 |
| Azuay      | Miguel E. Seminario Marticorena     |                                 |
| Bolívar    | Facundo Vela y Vela                 | Facundo Vela y Vela             |
| Bolívar    | Julio E. Fernández Sevilla          |                                 |
| Bolívar    | Rafael Poveda Rubio                 |                                 |
| Cañar      | Félix María Pozo Carrasco           | Félix María Pozo Carrasco       |
| Cañar      | Gonzalo S. Córdova y Rivera         |                                 |
| Cañar      | Leonidas Plaza Gutiérrez            |                                 |
| Cañar      | J. Domingo Elizalde Vera            |                                 |
| Carchi     |                                     | Abelardo Moncayo Jijón          |
| Carchi     | Nicanor Arellano del Hierro         |                                 |
| Carchi     | Ignacio Robles y Santistevan        |                                 |
| León       | Adolfo Páez Eguez                   | Adolfo Páez Eguez               |
| León       | Manuel María Bueno Landázuri        |                                 |
| León       | José de Lapierre Cucalón            |                                 |
| León       | Emilio María Terán Jácome           |                                 |
| León       | Sebastián Vasconez Donoso           |                                 |
| Chimborazo | Alejandro Pareja Coronel            | Alejandro Pareja Coronel        |
| Chimborazo | Julio Roman Lizarzaburu             |                                 |
| Chimborazo | Ángel Felipe Araujo Ordóñez         |                                 |
| Chimborazo | Delfín B. Treviño Bravo             |                                 |
| Chimborazo | Genaro C. Ricaurte                  |                                 |
| El Oro     |                                     | Manuel Benigno Cueva Betancourt |
| El Oro     | Wenceslao Ugarte Fajardo            |                                 |
| El Oro     | Enrique Morales Alfaro              |                                 |
| Esmeraldas |                                     | Leónidas Plaza Gutiérrez        |
| Esmeraldas | Manuel A. Franco Vera               |                                 |
| Esmeraldas | Julio Andrade Rodríguez             |                                 |
| Guayas     | Wilfrido Venegas Plazaert           | Wilfrido Venegas Plazaert       |
| Guayas     | José Rosendo Carbo Rodríguez        |                                 |
| Guayas     | Miguel Valverde Letamendi           |                                 |
| Guayas     | Manuel Martínez Barreiro            |                                 |
| Guayas     | Miguel Ángel Carbo de la Cruz       |                                 |
| Guayas     | Tomás Moncayo Avellan               |                                 |
| Guayas     | Ignacio Robles y Santistevan        |                                 |
| Imbabura   | Julio Andrade Rodríguez             | Julio Andrade Rodríguez         |
| Imbabura   | Luciano Coral Morillo               |                                 |
| Imbabura   | Alejandro Villamar Villalobos       |                                 |
| Imbabura   | Rafael A. Rosales Félix             |                                 |
| Loja       | Juan Ruiz                           | Juan Ruiz                       |
| Loja       | César A. Cordero                    |                                 |
| Loja       | Mateo Valdivieso                    |                                 |
| Loja       | Segundo Cueva Betancourth           |                                 |
| Loja       | Manuel H. Espinoza Ponce            |                                 |
| Los Ríos   | José Fidel Marín Zumaeta            | José Fidel Marín Zumaeta        |
| Los Ríos   | Lautaro Aspiazu Cedeño              |                                 |
| Los Ríos   | Manuel Martínez Barreiro            |                                 |
| Los Ríos   | Sixto Durán-Ballen Romero           |                                 |
| Manabí     | Felicísimo López y López            | Felicísimo López y López        |
| Manabí     | Camilo Octavio Andrade Granda       |                                 |
| Manabí     | José Pastor Intriago Montesdeoca    |                                 |
| Manabí     | Roberto Andrade Rodríguez           |                                 |
| Manabí     | Gumercindo Villacís Olvera          |                                 |
| Pichincha  | Ricardo Valdivieso Palacio          | Ricardo Valdivieso Palacio      |
| Pichincha  | Belisario Albán Mestanza            |                                 |
| Pichincha  | Modesto A. Peñaherrera de la Guerra |                                 |
| Pichincha  | Ascencio Gandara Aguirre            |                                 |
| Pichincha  | Fidel Egas Rueda                    |                                 |
| Pichincha  | Enrique Freile Zaldumbide           |                                 |
| Pichincha  | Fidel García Moreno                 |                                 |
| Tungurahua | Octavio Álvarez Ortega              | Octavio Álvarez Ortega          |
| Tungurahua | Juan Benigno Vela Hervas            |                                 |
| Tungurahua | Alcibiades Cisneros G.              |                                 |
| Tungurahua | Isaac Viteri                        |                                 |

Fuente: